# Àngels Ferrer
Àngels Ferrer i Sensat (Barcelona, 18 de mayo de 1904-Barcelona, 30 de noviembre de 1992) fue una maestra, pedagoga y catedrática en Ciencias Naturales con vocación desde muy pequeña, marcó un hito histórico en la enseñanza, por la manera de entender el mundo y explicarlo. Actualmente, hay un instituto con su nombre en Sant Cugat del Vallés, un CEIP en Mataró y un Instituto en Barcelona.  

## Biografía
Hija de la pedagoga Rosa Sensat y del industrial y político David Ferrer i Vallès, nació en Barcelona el 18 de mayo del 1904. En 1914 entró a la Escuela Municipal Bosc de Montjuïc, que dirigía su madre. A pesar de que la madre fue un referente constante a lo largo de su carrera, Àngels Ferrer i Sensat orientó desde muy joven los intereses hacia las ciencias naturales y experimentales.
Se licenció en ciencias naturales por la Universidad de Barcelona en 1926. El mismo año, a propuesta del decano, entra como profesora a la cátedra de zoología de vertebrados y se encarga de las prácticas de ciencias del último curso del Instituto Balmes, hasta el año 1933. También trabaja de profesora de biología y ciencias naturales en el centro de bachillerato Monturiol de la Mutua Escolar Blanquerna.
Paralelamente, diseña y coordina el Centro de Enseñanza de Ciencias Naturales para Museos, por encargo de Manuel Ainaud Sánchez, asesor técnico de la Comisión de Cultura del Ayuntamiento de Barcelona y presidente del Ateneo Enciclopédico Popular.
Después de siete años, se inicia el proyecto de creación del Instituto-Escuela del Parque, donde fomenta la enseñanza experimental de las ciencias naturales con una visión holística del currículum pedagógico. Después de la Guerra Civil Española pierde los cargos de catedrática y es provisionalmente trasladada al Instituto Isabel la Católica de Madrid. En 1941 tiene que volver a opositar.
Cuando regresa a Cataluña, trabaja dieciocho años en el Instituto de Reus. Bajo el régimen franquista su actividad experimental se ve obstaculizada constantemente por limitaciones institucionales, y dedica el resto de la carrera a fomentar el crecimiento de la enseñanza de las ciencias naturales en varios centros de formación de bachillerato, como el Instituto de Mataró o el del barrio barcelonés de la Verneda, donde trabajó como directora del Instituto Infanta Isabel de Aragón, los últimos veinte años de carrera profesional. Durante unos años, Àngels Ferrer cooperó en la ciudad de Mataró fundando con su marido, Alexandre Satorras, el COPEM.
El año 1974 se jubiló, pero permaneció en contacto con el mundo de la enseñanza. El año 1982, fue galardonada con la Premio Cruz de Sant Jordi, un premio con el fin de distinguir las personas que por sus méritos hayan prestado servicios destacados en Cataluña en el plan cívico y cultural. Instauró las Becas Satorras, que se otorgan anualmente para ayudar los alumnos con currículums brillantes y con pocos recursos económicos. El 30 de noviembre de 1992 falleció a los 89 años.